# Вальдзассен
Вальдзассен (нім. Waldsassen) — місто в Німеччині, розташоване в землі Баварія на кордоні з Чехією. Підпорядковується адміністративному округу Верхній Пфальц. Входить до складу району Тіршенройт.
Площа — 66,54 км2. Населення становить 6626 ос. (станом на 31 грудня 2020).